# Kōhei Sugiura

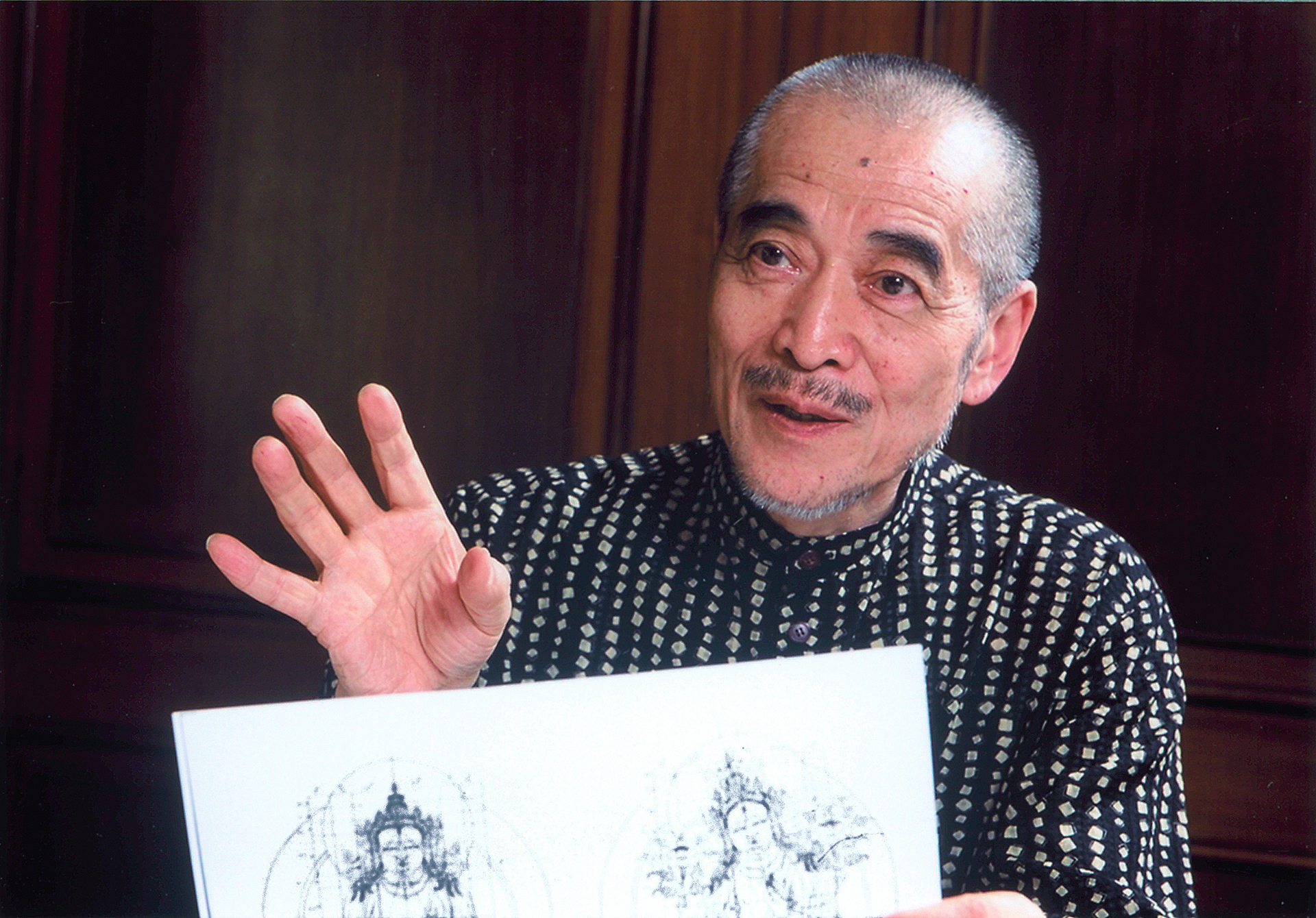
Kōhei Sugiura, 2003

Briefmarke der Bundespost

Kōhei Sugiura (japanisch 杉浦 康平, Suigura Kōhei; geboren 8. September 1932 in Tokio) ist ein japanischer Graphikdesigner.

## Leben und Wirken
Kōhei Sugiura machte 1955 seinen Studienabschluss an der Universität der Künste Tokio im Fach Architektur. Er machte sein Debüt mit einem Schallplatten-Umschlagdesign, den er bei der 6. jährlichen Ausstellung des „Japan Advertising Clubs“ (日本宣伝美術会, Nihon senden bijutsu-kai) eingereicht hatte. Dafür erhielt er den „Nikkambi-Preis“ (日宣美賞) der Gesellschaft. 1960 hatte er einen Lehrauftrag an der Technischen Hochschule Ulm. Er war Professor an der „Kobe Design Universität“ (神戸芸術工科大学, Kōbe geijutsu kōka daigaku), einer privaten Universität in Kobe.
Seine Verwendung von geometrischen Mustern, seine innovative Farbgebung und neuartige Typografie entwickelte einen starken Einfluss auf das japanische Design. Sugiura machte sich daran, seine ihm eigenen Fähigkeiten im Graphikdesign auf eine ganze Reihe von Medien anzuwenden. Dazu gehören Schallplattenhüllen, Plakate, Zeitschriften, Bücher, Symbole, Diagramme, Briefmarken. 
1971 erhielt er den Buchdesign-Preis des „Kōdansha-Kultur-Preises“ (講談社出版文化賞, Kōdansha shuppan bunka-shō) und 1997 den „Mainichi Industriedesign-Preis“ (毎日産業デザイン賞, Mainichi sangyō dezain-shō).
1981 wurde Sugiura Berater auf dem Gebiet des Designs  für das Königreich Bhutan. Er schuf 1983 eine Gedächtnis-Briefmarken für das Land.
Zu Sugiuras Publikationen gehören „Moji no uchū“ (文字の宇宙) – „Das Universum der Buchstaben“ und „Nihon no katachi – Ajia no katachi“ (日本のかたち・アジアのカタチ) – „Japanische Formgebung – asiatische Formgebung“.